# 本性 (仏教)
本性（ほんしょう、サンスクリット: प्रकृति prakṛti）とは、仏教において本来具わっている性質、生まれつきの固有の性質の意味である。

## 性
本性の、性（しょう）は仏教において、一般に事物の「本質」や「性質」を意味する。「存在するものの変わらない本質」の意味である。サンスクリット: प्रकृति prakṛti、サンスクリット: स्वभाव svabhaava、bhaava などの訳語。本性、自性と同義とされる。
あるいは、「真理」の意味でも用いられる。瑜伽行派の説く三性や、華厳宗において性起などと用いられる時の「性」がこれに当たる。この意味では「相」（laksana、nimitta）の対義語となる。相は外面的特徴を意味する。「性は、即ち真如の妙理なり」（法相二巻抄上、良遍）
人間について言う時は、gotraの訳で、「生まれつきの素性」、「先天的な性質」を意味する。種性、種姓と同義。「衆生の性に随ひ受くる所同じからず、一雨の潤す所各差別あり」（ささめごと、心敬）、「間断なく案じ候へば、性もほれ、却りて退く心のいでき候ふ」（毎月抄）
-ta、-tva などの抽象名詞を作る「接尾辞」の訳として用いられることもある。法性（dharmata）、空性（sunyata）、染汚性（klistatva）などと用いる。

## 本性
本性は自性（じしょう、サンスクリット: स्वभाव svabhaava）と同義であるが多くの場合、生まれつき、本来など副詞的に用いられる（たとえば本性清浄など）。
他方、prakṛti は根源的なものの意味もある（たとえばサーンキャ学派のプラクリティは万物展開の根元）。仏教は一般にその種の実体的存在を認めないが、心の性質を理論上、本来的に清浄と見て（自性清浄心、客塵煩悩染）、これを人間すべてが生まれながらに持っている本性として心性（cittaprakṛti、心の本性）と呼ぶことがある。心の字を用いるのは、心（精神）が人間の生活における最も本源的なものであるからとし、心は現象面における精神作用を為す人間の主体や、肉体に内在する実体などを意味するのではないとする（倶舎論21巻、華厳経5巻、正法眼蔵弁道話）。仏性、法性ともいう。真性（しんしょう）とも書かれ、真の本性、真実なる本性の意で、本性や心性と同義である。
六師外道のマッカリ・ゴーサーラの説においては、万有の本性（bhava）をいう。（大毘婆沙論）
尚、中国思想では古代から人間固有の本性の意味に用いられ重視されて、道徳的観点から人性論が性善説・性悪説などとして追求され論争が生まれた。中国仏教における仏典の仏性説や禅の見性説はこのような伝統の上からも理解される。